# Yael Dowker
Pour les articles homonymes, voir Dowker.
Yael Naim Dowker (1919-2016) est une mathématicienne anglaise, reconnue notamment grâce à ses travaux dans les domaines de la théorie de la mesure, de la théorie ergodique et de la dynamique topologique (en).

## Biographie
Yael Naim (plus tard Dowker) est née à Tel Aviv. Elle est partie aux États-Unis pour étudier à l'Université Johns-Hopkins à Baltimore, dans le Maryland. En 1941, en tant qu'étudiante diplômée, elle rencontre Clifford Hugh Dowker, topologue canadien travaillant comme instructeur dans cette ville. Le couple s'est marié en 1944. De 1943 à 1946, ils travaillent ensemble au Radiation Laboratory du Massachusetts Institute of Technology. Clifford a également travaillé comme conseiller civil pour la United States Air Force pendant la Seconde Guerre mondiale.
Dowker obtient son doctorat au Radcliffe College (à Cambridge) sous la direction de Witold Hurewicz, mathématicien polonais connu pour le théorème d'Hurewicz. Elle a publié sa thèse sur les mesures invariantes et les théorèmes ergodiques en 1947 et a obtenu son doctorat en 1948. Entre 1948 et 1949, elle a effectué un travail postdoctoral à l'Institute for Advanced Study, situé à Princeton, dans le New Jersey. Quelques années après la guerre, le maccarthysme est devenu un phénomène courant dans le monde universitaire. Plusieurs amis du couple Dowker de la communauté mathématique sont harcelés et un est arrêté. En 1950, ils émigrent au Royaume-Uni.
En 1951, Dowker est professeure à l’Université Victoria de Manchester puis à l’Imperial College London où elle est la première lectrice du département. Bill Parry, qui a publié sa thèse en 1960, faisait partie des étudiants qu'elle a conseillés. Elle a également collaboré pour certains de ses travaux avec le mathématicien hongrois Paul Erdős (elle a donc un nombre d'Erdős égal à 1). Elle travaille avec son mari avec des enfants surdoués qui avaient des difficultés à l'école pour l'association nationale des enfants surdoués (en).

## Héritage
Le meilleur doctorat de l'Imperial College London est attribué en son nom chaque année.

## Travaux
- Invariant measure and the ergodic theorems, Duke Math. J. 14 (1947), 1051-1061
- Finite and {\displaystyle \sigma }-finite measures, Annals of Mathematics, 54 (1951), 595–608
- The mean and transitive points of homeomorphisms, Annals of Mathematics, 58 (1953), 123–133
- On limit sets in dynamical systems, Proc. London Math. Soc. 4 (1954), 168–176 (avec Friedlander, FG )
- On minimal sets in dynamical systems, Quart. J. Math. Oxford Ser. (2) 7 (1956), 5–16
- Some examples in ergodic theory, Proc. London Math. Soc. 9 (1959), 227–241 (avec Erdős, Paul)